# Bernard Andrès (musicien)
Pour les articles homonymes, voir Bernard Andrès (homonymie) et Andrès.
Bernard Andrès est un compositeur et harpiste français, né à Belfort en 1941. Il a étoffé le répertoire pour harpe classique et pour harpe à leviers, en exploitant notamment les « effets » qui peuvent être produits par les différentes composantes de ces instruments.

## Biographie
Né à Belfort en 1941, Bernard Andrès se forme d'abord aux conservatoires de Besançon et de Strasbourg. Il poursuit ensuite des études de harpe au Conservatoire national supérieur de musique de Paris. Après un passage de trois ans à la Musique de l'Air, il entre comme soliste à l’Orchestre philharmonique de Radio France en 1969. Il enregistre A Ceremony of Carols de Benjamin Britten, arrange et adapte la Berceuse (op. 56) et la Pavane de Fauré et adapte la sonate BWV 1033 attribuée à Jean-Sébastien Bach. Depuis la publication des pièces pour harpe Narthex et Parvis, il est également connu pour ses compositions.

## Caractéristiques de l’œuvre

### Effets
Techniquement, les œuvres pour harpe de Bernard Andrès recourent à des effets sonores caractéristiques, produits en exploitant toutes les possibilités offertes par les parties de l'instrument. Ainsi, on peut noter :
- les sons xylophoniques : ou sons de marimba, comme le compositeur aurait préféré les définir[5]. La main gauche tient les cordes indiquées près de la table, tandis que la main droite joue normalement les notes indiquées. Le son rendu est plus percussif et doux, comme celui d'un marimba.
- les sons pincés : au lieu d'être produite par un seul doigt qui articule le mouvement sur la corde, la note est produite par deux doigts, le pouce et l'index, qui saisissent la corde en la pinçant (au sens propre) et la tirant en arrière.
- les sons harmoniques de quinte ou de douzième : au lieu de produire le son harmonique à l'octave, comme dans les partitions classiques, l'instrumentiste "coupe" la longueur de la corde avec le tranchant de la main plus haut dans la corde, de façon à faire sonner le son harmonique une douzième plus haut que la note de la corde.
- le glissando de la paume sur le filetage des cordes les plus graves, qui sont précisément couvertes d'un filetage d'acier. C'est un effet utilisé par Carlos Salzedo.
- l'effleurement des cordes avec la paume, ou au contraire les coups de clusters sur un ensemble de cordes.
- divers coups donnés sur la table ou le corps de la harpe, avec les ongles ou les jointures, ou encore au moyen de la clé d'accord.
- le glissando à travers les cordes non pas à la hauteur où l'on joue habituellement mais entre les chevilles et les sillets qui tendent les cordes. Cela produit des sons aigus de faible intensité.

### Influences
Selon la harpiste Isabelle Perrin, à laquelle Bernard Andrès dédie ses Danses d’Erzulie (pour harpe, orchestre à cordes et percussion), le compositeur se place dans la tradition de la musique française, « toute faite de splendide retenue et de poésie magnifique », et ses œuvres, qu'elles soient de facture classique ou qu'elles poursuivent des recherches contemporaines, s'attachent à l'expression d'une mélodie.

## Œuvres
- date inconnue : Port-au-Prince, sextuor[6]
- date inconnue : Duke, pour harpe
- 1971 : Narthex, pour flute et harpe
- 1974 : Aquatintes, Six pièces brèves pour harpe ou harpe celtique
- 1974 : Acrospores : 3 pièces pour harpe celtique ou harpe
- 1974 : Préludes pour harpe, premier cahier
- 1974 : La Gimblette : pour harpe celtique ou harpe
- 1977 : Charades, pour harpe ou harpe celtique, 15 exercices, études faciles et progressifs
- 1979 : Acalèphes
- 1979 : Anamorphoses
- 1970 : Contes vagues
- 1984 : Amarantes, 3 pièces pour petite ou grande harpe
- 1984 : Asters, 6 pièces pour grande ou petite harpe
- 1986 : Triforium
- 1987 : Algues, pour hautbois (ou flûte ou violon) et harpe
- 1988 : La Ragazza, Suite pour 2 ou 4 grandes ou petites harpes
- 1990 : Danses d'automne : 6 pièces pour petite (ou grande) harpe
- 1991 : Dyades, 7 petits duos pour harpes celtiques
- 1993 : Le jardin des paons, duo de harpes
- 1994 : Navidad del Niño, pour chœur à voix égales, flûte, guitare d'accompagnement et percussion
- 1994 : Automates : pour harpe
- 1999 : Les petits pas, 12 pièces brèves en forme de danse pour harpe celtique
- 2000 : Les Danses d'Erzulie
- 2000 : Les îlets, pour harpe et percussion
- 2002 : Pavane : arrangement pour harpe
- 2004 : Sweet blues, pour harpe
- 2005 : Epices, premier cahier
- 2009 : Lamento
- 2010 : Un bal à la campagne, suite pour harpe
- 2012 : Calembredaine
- 2013 : Ganagobie, suite pour harpe
- Le Seigneur des Amin, concerto pour harpe et orchestre
- Friandises : 76 études faciles et brève pour harpe
- Marelles, premier cahier
- Marelles, deuxième cahier
- Ribambelle